# باب کلامپت
باب کلامپت (انگلیسی: Bob Clampett؛ ۸ مهٔ ۱۹۱۳ – ۲ مهٔ ۱۹۸۴) یک انیماتور ، تهیه کننده، کارگردان و عروسک‌گردان اهل ایالات متحده آمریکا بود. وی بین سال‌های ۱۹۳۱ تا ۱۹۸۴ میلادی فعالیت می‌کرد.